# Asaph Fipke
Asaph Fipke es un escritor, director y productor canadiense, es el creador de series animadas de televisión como Storm Hawks, que se transmite por Cartoon Network y YTV, y Slugterra, que se transmite por Disney XD, ambas producidas con Nerd Corps Entertainment, de la cual es cofundador.
Fipke ha trabajado en proyectos de animación por computadora por más de una década, empezando por su trabajo en Mainframe Entertainment, donde trabajó en series como productor asociado de Beast Wars y como productor y supervisor de diseñador de producción de Beast Machines. Igualmente trabajó en la producción de la serie ReBoot, en la serie de televisión de Action Man y Max Steel, en la adaptación televisiva de Heavy Gear, y en la película Barbie en el cascanueces.
En 2002 Fipke fundó junto con productor de animación Chuck Johnson Nerd Corps Entertainment con sede en Vancouver. La primera serie de dibujos animados de la compañía, Dragon Booster, hizo que Fipke ganara un premio Gemini al Mejor Programa o serie de Animación en 2005 y una nominación al Premio Leo en la misma categoría en 2006.